# Карл Вайнгольд
Карл Готгельф Якоб Вайнгольд (нім. Karl Gotthelf Jakob Weinhold; 26 жовтня 1823 — 15 серпня 1901) — німецький філолог.
Як германіст і медієвіст присвятив себе справі вивчення основи і розвитку німецької мови, в особливості створенню середньо-верхньо-німецької граматики. Вважається представником романтичної антропології.

## Біографія
Син бідного пастора вивчав Карл Вайнгольд з 1842 р протестантську теологію і філологію в Сілезького університету Фрідріха Вільгельма в Бреслау (тепер Вроцлав), де слухав лекції Теодора Якобі (Theodor Jacobi). У 1845 році він перейшов до Берлінського університету. Через рік він отримав докторський ступінь в Університеті Галле після захисту дисертації з інтерпретацією Пророкування вьольви.
У 1849 р. він повернувся до Бреслау на посаду доцента і наступника Якобі. У 1850 році він став професором в університеті Кракова. Через деякий час велика пожежа знищила частину міста і її жертвою впали деякі документи, в тому числі перша збірка германських саг, з якою працював Вайнгольд. Після того як він відхилив пропозицію Віденського університету з релігійних міркувань, в 1851 р. він перейшов з Кракова до Грацького університету. Там він працював над запропонованими Гріммом історично вмотивованими нормами орфографії. В цей же час вийшла його книга «Історія німецьких жінок Середньовіччя» (Geschichte der deutschen Frauen in dem Mittelalter).
З Австрії він перебрався до князівстві Гольштейн, де працював у Кільському університеті. Після 15 років відсутності Вайнгольд повернувся як наступник Генріха Рюкерта (Heinrich Rückert) у Бреслау. Тут він зміг, так само як і в Кілі, створити перший семінар германістики. У роках 1879–1880 він був ректором університету.
Нарешті, у 1889 р. він опинився у Берліні, духовному центрі Німецької імперії, де знову був ректором. Як почесний член Королівської Прусської академії наук (Königlich-Preußische Akademie der Wissenschaften) Вайнгольд займався синтаксисом і лексикологією. Він з 1896 р. входив в редакційний комітет німецького юридичного словника і вводив для нього слова давнього німецького права. Крім того, він був членом Берлінського товариства антропології, етнології та передісторії (Berliner Gesellschaft für Anthropologie, Ethnologie und Urgeschichte), а також до самої смерті редагував заснований ним же етнографічний часопис «Zeitschrift des Vereins für Volkskunde».
Після своєї смерті у віці 77 років Вайнгольд залишив велику наукову спадщину, яка зберігається в архіві Академії наук для подальших досліджень.

## Вибрані праці
- Die deutschen Frauen in dem Mittelalter, 1851; 2. Auflage in 2 Bänden 1882, 3. Auflage 1897 - "Німецькі жінки у Сереньовіччя"
- Über deutsche Rechtschreibung, 1852 - "Про німецький правопис"
- Über deutsche Dialectforschung. Die Laut- und Wortbildung und die Formen der schlesischen Mundart, 1853 - "Про німецькі діалектні дослідження. Звуко- і словоутврення і форми силезької говірки".
- Beiträge zu einem schlesischen Wörterbuche, 1855 - "Внески до силезького словника"
- Altnordisches Leben, 1856 - "Давнє північногеманське життя"
- Über den Dichter Graf Hugo VIII. von Montfort, Herrn zu Bregenz und Pfannberg, 1857 - "Про поета графа фон Монфора, володаря Брегенцу і Пфанненбергу"
- Die Riesen des germanischen Mythus, 1858 - "Велетні німецьких міфів"
- Gelegenheits-Spiel zum 24. Januar 1859 (Festspiel zu Holteis Geburtstag), 1859 - "Випадкова гра 24 січня 1859 р." (Святкова гра до дня народження у готелі)
- Die heidnische Todtenbestattung in Deutschland, 1859 -"Погаські поховання у Німеччині"
- Grammatik der deutschen Mundarten, 1863/1867 - Грматика німецьких діалектів"
- Heinrich Christian Boie. Beitrag zur Geschichte der deutschen Literatur im achtzehnten Jahrhundert, 1868 -"Гайнріх Христиан Бойе. Внесок до історії німецької літератури вісімнадцятого століття"
- Die deutschen Monatnamen, 1869 -"Німецькі назви місяців"
- Weihnachtsspiele und -lieder aus Süddeutschland und Schlesien, 1870 -"Різдвяні ігри та співи з південної Німеччини та Сілезії".
- Die Sprache in Wilhelm Wackernagels altdeutschen Predigten und Gebeten, 1875 - "Мова проповідей і молитов Вільгельма Ваккернагеля".
- Mittelhochdeutsche Grammatik, 1877; zahlreiche Neuauflagen - "Середньо-верзньо-німецька граматика". Численні перевидання.
- Die Verbreitung und die Herkunft der Deutschen in Schlesien. Stuttgart 1887 - "поширення і походження німців у Сілезії".
- Mittelhochdeutsches Lesebuch, 1850; zahlreiche Neuauflagen - "Середньо-верхньо-німецька читанка". Численні перевидання.
- Kleine mittelhochdeutsche Grammatik, 1881 - "Маленька середьо-верхньо-німецька граматика"
- Die mystische Neunzahl bei den Deutschen, 1897 - "Містичне число дев'ять у німців"
- Die Verehrung der Quellen in Deutschland, 1898 - "Пошанування джерел у Німеччині".